# 霍斯特·迈尔
霍斯特·迈尔（德語：Horst Meyer，1941年6月20日—2020年1月24日），德国男子赛艇运动员。他曾代表德国联队、西德参加1964年和1968年夏季奥林匹克运动会赛艇比赛，获得一枚金牌和一枚银牌。